# 110
Secole: Secolul I - Secolul al II-lea - Secolul al III-lea
Decenii: Anii 60 Anii 70 Anii 80 Anii 90 Anii 100 - Anii 110 - Anii 120 Anii 130 Anii 140 Anii 150 Anii 160
Ani: 105 | 106 | 107 | 108 | 109 | 110 | 111 | 112 | 113 | 114 | 115

## Nașteri
- Hua Tuo, medic chirurg chinez (d. 207/208)